# Liste des communes du Comtat Venaissin

Carte des communes du Comtat Venaissin

Cet article recense les communes comprises dans l'ancien Comtat Venaissin (1274 – 1791).

## Communes de la Drôme
- Aubres
- Bouchet[C 1]
- Eyroles
- Les Pilles[C 2]
- Rochegude[C 3]
- Rousset-les-Vignes[C 4]
- Solérieux[C 5]
- Valouse[C 6]

## Communes de Vaucluse
A
- Aubignan[C 7]

B
- Le Barroux[C 8]
- Le Beaucet[C 9]
- Beaumes-de-Venise[C 10]
- Beaumont-du-Ventoux[C 11]
- Bédarrides
- Bédoin[C 12]
- Blauvac[C 13]
- Bollène[C 14]
- Bonnieux
- Brantes[C 15]
- Buisson[C 16]

C
- Caderousse
- Camaret-sur-Aigues
- Caromb[C 17]
- Carpentras[C 18]
- Caumont-sur-Durance
- Cavaillon
- Crestet[C 19]
- Crillon-le-Brave[C 20]

E
- Entrechaux[C 21]

F
- Faucon[C 22]
- Flassan[C 23]

G
- Grillon[C 24]

I
- L'Isle-sur-la-Sorgue

L
- Lafare[C 25]
- Lagarde-Paréol[C 26]
- Lagnes
- Lamotte-du-Rhône
- Lapalud
- Loriol-du-Comtat[C 27]

M
- Malaucène[C 28]
- Malemort-du-Comtat[C 29]
- Mazan[C 30]
- Méthamis[C 31]
- Modène[C 32]
- Monteux[C 33]
- Mormoiron[C 34]

P
- Pernes-les-Fontaines[C 35]
- Puyméras[C 36]

R
- Rasteau[C 37]
- Richerenches[C 38]
- Roaix[C 39]
- Robion
- La Roque-Alric[C 40]
- La Roque-sur-Pernes[C 41]

S
- Sablet[C 42]
- Saint-Didier[C 43]
- Saint-Léger-du-Ventoux[C 44]
- Saint-Hippolyte-le-Graveyron[C 45]
- Saint-Marcellin-lès-Vaison[C 46]
- Saint-Pantaléon-les-Vignes[C 47]
- Saint-Pierre-de-Vassols[C 48]
- Saint-Romain-en-Viennois[C 49]
- Saint-Roman-de-Malegarde[C 50]
- Sarrians[C 51]
- Saumane-de-Vaucluse
- Savoillan[C 52]
- Séguret[C 53]
- Sérignan-du-Comtat

T
- Le Thor
- Travaillan

U
- Urban (réunie en 1811 à Beaumes-de-Venise)[C 54]

V
- Vacqueyras[C 55]
- Vaison-la-Romaine[C 56]
- Valréas[C 57]
- Vedène
- Velleron
- Venasque[C 58]
- Villedieu[C 59]
- Villes-sur-Auzon[C 60]
- Visan[C 61]